# Armando Sol Estévez
Armando Sol Estévez (14 de octubre de 1909, Santa Tecla-6 de mayo de 1983, San Salvador) era un arquitecto y diplomático salvadoreño.

## Biografía
Armando Sol Estévez nació en Nueva San Salvador, hoy Santa Tecla, en el 14 de octubre de 1909. Sus padres fueron Teresa Estévez y Antonio Enrique Sol. Su padre era uno de los pioneros de la arqueología salvadoreña.
Se graduó de bachiller en Ciencias y Letras del Instituto Nacional de San Salvador en 1928. Después, en 1929, se fue a Bruselas, Bélgica, para realizar sus estudios de arquitectura en la Ecole Saint Luc, allí obtuvo el título de arquitecto en 1934. También se inscribió en la Universidad de Madrid para recibir un posgrado en concreto armado, fue aquí donde conoció al español Joaquín Vaquero quien influyó en él. Regresó a El Salvador en 1935.
Su primera obra fue una moderna tienda de caballeros llamada "El Siglo" localizado en la calle Arce. En 1936, se incorporó a la Universidad de El Salvador, donde fue nombrado como miembro del Consejo Universitario. En el 20 de marzo de 1943 se casó con Hilda Trujillo Noltenius.

### Como diplomático
Durante el período de 1940 a 1960, tuvo una extensa carrera como diplomático en el extranjero. En 1944, fue nombrado comisionado por el gobierno de El Salvador y Pan American Airways para realizar estudios en La Habana, Panamá y los Estados Unidos para la construcción del Aeropuerto Internacional de El Salvador. Fue nombrado agregado cultural de la embajada de El Salvador en París en 1948. en 1951, fue nombrado cónsul honorario de Bélgica en El Salvador y honrado por el Rey Balduino con la condecoración de Chevalier de L'Ordre de la Couronne. En 1953, fue delegado de El Salvador al segundo Congreso Internacional de arquitectura paisajista en Madrid. Asistió como delegado de El Salvador en las conferencias de Turismo Internacional en Nueva Delhi, India. En 1957, fue nombrado embajador de El Salvador en Venezuela, y fue honrado con la Orden del Libertador Bolívar. En el mismo año, se desempeñó como encargado de los asuntos de Chile en Venezuela. En el año 1960, es nombrado embajador de El Salvador en Italia y es nombrado enviado extraordinario y ministro plenipotenciario en Israel.

### Como arquitecto
El 6 de julio de 1946, por el acuerdo ejecutivo número 320, se aprobó un contrato celebrado en el 1 de julio entre el señor José Leonidas Castellanos, Oficial Mayor de la Subsecretaría de Fomento, y Armando Sol, por medio del cual se comprometió terminar los trabajos del Aeropuerto de Ilopango.
En 1970, junto con otros arquitectos, formó la Sociedad de Arquitectos de El Salvador, que después se convertirá en el Colegio de Arquitectos de El Salvador. Fue elegido por la Real Academia de Bellas Artes de San Fernando, Madrid, como académico correspondiente a El Salvador en 1976, un año después, recibió el premio "FEPRO" de Arquitectura, otorgado por la Federación de Asociaciones Profesionales Académicas de El Salvador.
Falleció en San Salvador en el 6 de mayo de 1983. Sus restos están en la cripta de la iglesia de San José de la Montaña de la capital.